# Tehnološko-metalurška fakulteta v Beogradu
Tehnološko-metalurška fakulteta (izvirno srbsko Технолошко-металуршки факултет у Београду), s sedežem v Beogradu, je fakulteta, ki je članica Univerze v Beogradu.